# Maurice Ferrano
Maurice Ferrano, né le 30 mai 1909 à Toulon et mort dans la même ville le 9 juillet 1981, est un militaire et résistant français, compagnon de la Libération. Engagé dans les troupes coloniales dès ses 18 ans et stationné en Afrique, il est déjà un vétéran de l'armée lorsque survient la seconde guerre mondiale. Choisissant de s'engager dans les forces françaises libres, il participe aux combats en Afrique puis prend part à la libération de la France et à celle de Paris. Après la guerre, il combat à nouveau en Indochine et en Algérie avant de prendre sa retraite.

## Biographie

### Jeunesse et engagement
Maurice Ferrano naît le 30 mai 1909 à Toulon. Il choisit la carrière des armes en s'engageant le 5 octobre 1927 au 4e régiment de tirailleurs sénégalais. Promu caporal en juin 1928, il est ensuite muté au 9e régiment d'infanterie coloniale avec lequel il part pour l'Indochine en octobre 1929. Promu sergent, il revient en France en 1932 pour être muté au 24e régiment de tirailleurs sénégalais. Transféré au 7e régiment de tirailleurs sénégalais en 1934, il effectue un séjour en Afrique-Occidentale française jusqu'en 1936. Promu sergent-chef en 1938, il intègre le Régiment de tirailleurs sénégalais du Tchad (RTST) et prend la tête d'un groupe nomade dans le Tibesti.

### Seconde Guerre mondiale
Après l'armistice du 22 juin 1940, lorsque Félix Éboué obtient le ralliement du Tchad à la France libre, Maurice Ferrano décide de suivre le RTST dans son engagement pour les forces françaises libres et est promu adjudant. Sous les ordres du colonel Leclerc, il participe à la bataille de Koufra et s'y distingue le 25 février 1941 en pénétrant les lignes ennemies pour aller chercher un camarade blessé. S'illustrant dans les combats de la guerre du désert, il est promu aspirant à titre exceptionnel le 1er avril 1942 puis sous-lieutenant en mars 1943. Il prend ensuite part à la campagne de Tunisie.
En été 1943, le RTST devient le régiment de marche du Tchad (RMT) et Maurice Ferrano prend le commandement de la 2e section de la 3e compagnie. Promu lieutenant en juin 1944, il participe à la bataille de Normandie puis à la libération de Paris lors de laquelle il se distingue en investissant le ministère de la Marine où il fait prisonnier une centaine de soldats allemands. Engagé dans la bataille des Vosges, il y est blessé deux fois les 18 et 25 septembre 1944. Ayant reçu le commandement de la 4e compagnie du RMT, il suit l'avancée de la 2e division blindée à laquelle appartient le régiment et participe à l'invasion de l'Allemagne jusqu'à Berchtesgaden où il termine la guerre en Europe en mai 1945. Cependant, la seconde guerre mondiale se poursuit encore quelques mois pour lui puisqu'il se porte volontaire pour faire partie du corps expéditionnaire embarquant pour l'Indochine afin d'y chasser les dernières troupes japonaises.

### Après-guerre
Arrivé en Indochine après la capitulation du Japon, le corps expéditionnaire se trouve finalement confronté aux indépendantistes vietnamiens. Maurice Ferrano participe aux combats en Cochinchine puis, promu capitaine le 24 septembre 1946, au bombardement de Haïphong et à la bataille de Hanoï. Après avoir passé un brevet de parachutisme, il retrouve l'Afrique où il est affecté à la compagnie parachutiste de l'Afrique-Équatoriale française de 1949 à 1951. Il sert à nouveau en extrême-orient de 1953 à 1955 puis est promu chef de bataillon avant de combattre en Algérie où il commande brièvement le 2e régiment de parachutistes coloniaux. Il quitte l'armée en 1965 avec le grade de lieutenant-colonel.
Maurice Ferrano meurt le 9 juillet 1981 dans sa ville natale où il est inhumé au cimetière central.

## Décorations
|  |  |  |  |  |  |
|  |  |  |  |  |  |

| Commandeur de la Légion d'honneur | Commandeur de la Légion d'honneur | Commandeur de la Légion d'honneur | Compagnon de la Libération | Compagnon de la Libération | Compagnon de la Libération | Médaille militaire                                   | Médaille militaire                                   | Médaille militaire                                   |                                                      |                                                      |                                                      |
| Croix de guerre 1939-1945         | Croix de guerre 1939-1945         | Croix de guerre 1939-1945         | Croix de guerre 1939-1945  | Croix de guerre 1939-1945  | Croix de guerre 1939-1945  | Croix de guerre des Théâtres d'opérations extérieurs | Croix de guerre des Théâtres d'opérations extérieurs | Croix de guerre des Théâtres d'opérations extérieurs | Croix de guerre des Théâtres d'opérations extérieurs | Croix de guerre des Théâtres d'opérations extérieurs | Croix de guerre des Théâtres d'opérations extérieurs |